# Давидсон, Аполлон Борисович
Аполло́н Бори́сович Давидсо́н (род. 23 августа 1929, Ермаково, Таборинский район, Ирбитский округ, Уральская область, РСФСР, СССР) — советский и российский историк-африканист, англовед; также известен как специалист по литературе Серебряного века. Доктор исторических наук (1971), профессор (1973), заслуженный деятель науки РФ (2006), академик РАН (2011).

## Биография
Отец до революции был купцом и промышленником. В 1928 году выслан в первый раз в Восточную Сибирь, а затем с небольшими перерывами находился в ссылке до 1956 года. О матери А. Б. Давидсон вспоминал: «Мама (они ещё не были мужем и женой) поехала за ним в ссылку разделить его судьбу. Ссыльные называли её декабристкой». В Сибири и родился Аполлон Борисович. Пережил блокаду Ленинграда, признан жертвой политических репрессий. Ветеран Великой Отечественной войны.
Окончил исторический факультет ЛГУ в 1953 году по специальности «история международных отношений». Кандидат исторических наук (Институт истории АН СССР, 1958). Доктор исторических наук (Институт востоковедения АН СССР, 1971). Профессор.
С 1956 года работал в Институте народов Азии АН СССР, с 1962 года — в Институте Африки, затем в Институте стран Азии и Африки при МГУ. С 1971 по 1979 год заведовал сектором Африки Института всеобщей истории АН СССР, с 1984 года руководит Центром Африканских исследований того же института.
С 1977 по 1994 год участвовал в советско-американских Дартмутских конференциях как эксперт по Африке. В 1981—1991 годах побывал в Эфиопии, Анголе, Лесото, Ботсване и по несколько раз — в Мозамбике, Замбии, Зимбабве и ЮАР.
В 1994—1998 годах — директор Центра российских исследований Университета Кейптауна (ЮАР), был членом Сената этого университета.
Профессор Московского государственного университета. С 2003 года — профессор кафедры истории идей и методологии исторической науки исторического факультета НИУ ВШЭ. Читает учебные курсы: «Политическая история», «История и литература Серебряного века и российского зарубежья», «Творческая интеллигенция и власть», «Афроазиатизация мира в XXI в.»
Член учёных советов ИВИ РАН, факультета политологии и факультета истории НИУ ВШЭ; сопрезидент Общества Доброй Надежды (Россия — ЮАР), член Союза писателей Москвы, член Союза журналистов, член Южноафриканского Института расовых отношений, член Южноафриканского исторического общества. Вице-президент ассоциации африканских и арабских исследователей. Входит в состав редколлегий журналов «Азия и Африка сегодня», «Восток» и «Новая и новейшая история». С 2002 года — главный редактор интернет-энциклопедии «Кругосвет».
В 2014 году получил премию Рехта Малана (ЮАР) за книгу « The Hidden Thread.Russia and South Africa in the Soviet Era» (в соавторстве с И. И. Филатовой), как лучшую книгу года в категории non-fiction. В 2015 году стал лауреатом премии имени Е. В. Тарле РАН за монографию «Очерки евразийской интеграции».

## Научная деятельность
Большинство научных публикаций посвящены новой и новейшей истории стран Африки. Крупнейший российский исследователь истории Тропической и Южной Африки, первопроходец изучения истории связей России и Африки, образа Африки в России, источниковедения африканской истории, истории африканистики в России. Одним из первых специалистов в мире обратился к изучению антиколониального движения в Африке.
Своими лекциями по истории Африки, которые он читал в Московском университете на протяжении более чем полувека, А. Б. Давидсон увлек африканской тематикой многих. Как научный руководитель нескольких десятков кандидатских и многих докторских диссертаций он создал целую школу африканистики в России, отличающуюся строго научным историческим подходом, вниманием к первоисточникам и оригинальностью тематики. Его главное научное детище — Центр африканских исследований ИВИ РАН , опубликовавший под его руководством многочисленные коллективные труды и индивидуальные монографии по перечисленной тематике.
Изучает также историю Британской империи. В качестве президента Ассоциации британских исследований России регулярно проводил англо-российские коллоквиумы, руководил подготовкой сборников «Россия и Британия». Особенно активно велась работа в 2003 году, когда отмечалось 450-летие установления отношений России с Британией.

### Основные работы
Автор более 500 научных публикаций, в том числе 11 монографий. Руководитель подготовки и издания многих архивных документов, в том числе трехтомника «История Африки в документах».
- Давидсон А. Б. Матабеле и машона в борьбе против английской колонизации 1888—1897 / Акад. наук СССР. Ин-т востоковедения. — М.: Изд-во вост. лит., 1958. — 184 с.
- Давидсон А. Б. Южная Африка: Становление сил протеста. 1870—1924 / АН СССР. Ин-т Африки. — М.: Наука, 1972. — 616 с. — 2000 экз.
- Давидсон А. Б., Макрушин В. А. . Облик далёкой страны / Институт всеобщей истории АН СССР. — М.: Наука, Главная редакция восточной литературы, 1975. — 424 с. — 15 000 экз.
- Давидсон А. Б., Макрушин В. А. . Зов дальних морей / Художник Н. А. Абакумов. — М.: Наука, Главная редакция восточной литературы, 1979. — 328 с. — 50 000 экз.
- Давидсон А. Б. Сесиль Родс и его время. — М.: Мысль, 1984. — 368 с. — 50 000 экз.
- Давидсон А. Б. Муза странствий Николая Гумилева / Худож. Э. Л. Эрман. — М.: Наука; Восточная литература, 1992. — 320 с. — 6000 экз. — ISBN 5-02-017452-1.
- Давидсон А. Б. Сесил Родс: Строитель империи. — М.; Смоленск: Русич, Олимп, 1998. — (Человек-легенда). — ISBN 5-7390-0573-6. — ISBN 5-88590-838-9.
- The Russians and the Anglo-Boer War 1899—1902. — Cape Town, Pretoria and Johannesburg: Human and Rousseau 1998 (в соавт. с И. И. Филатовой).
- Давидсон А. Б. Николай Гумилёв: Поэт, путешественник, воин. — Смоленск: Русич, 2001. — (Герои без тайн). — ISBN 5-8138-0308-4.
- Давидсон А. Б. и др. СССР и Африка. 1918—1960. Документированная история взаимоотношений / Аполлон Давидсон, С. Мазов, Г. Цыпкин; Под ред. А. Давидсона; Рос. акад. наук. Ин-т всеобщ. истории. Центр африк. исслед.. — М.: ИВИ РАН, 2002. — 320 с. — ISBN 5-94067-076-8.
- Давидсон А. Б., Иванова Л. В. Московская Африка / Научный совет Российской академии наук по изучению и охране культурного и природного наследия. — М.: Театральный институт им. Б. Щукина, 2003. — 220 с. — (Природное и культурное наследие Москвы). — 500 экз. — ISBN 5-98046-022-5.
- Становление отечественной африканистики, 1920-е — начало 1960-х. — М.: Институт Африки РАН, 2003 (отв. редактор).
- Cecil Rhodes and his time. — Pretoria: Protea Book House 2003.
- South Africa and the Commmunist International: A Documentary History: Vol. I—II. — London: Frank Cass, 2003. (в соавт. с И. И. Филатовой, В. Городновым).
- Давидсон А. Б. Мир Николая Гумилёва, поэта, путешественника, воина. — М.: Русское слово, 2008. — 320, [32] с. — 1000 экз. — ISBN 978-5-94853-979-9.
- Давидсон А. Б. Я их люблю: страницы жизни. — М.: МИК, 2008. — 336 с. — ISBN 978-5-87902-175-2.
- Давидсон А. Б., Непомнящий Н. Н. Южно-Африканская Республика: Весь мир в одной стране. — М.: Вече, 2010. — 336 с. — (Исторический путеводитель). — 3000 экз. — ISBN 978-5-9533-4896-6.
- Давидсон А. Б., Филатова И. И. Россия и Южная Африка: Три века связей / Высшая школа экономики. — М.: Издат. дом ГУ-ВШЭ, 2010. — 332 с. — 650 экз. — ISBN 978-5-7598-0720-9.
- Филатова И. И., Давидсон А. Б. Россия и Южная Африка: Наведение мостов / Высшая школа экономики. — М.: Изд-во НИУ ВШЭ, 2012. — 496 с. — 600 экз. — ISBN 978-5-7598-0917-3.
- The Hidden Thread. Russia and South Africa in the Soviet Era. — Johannesburg, Cape Town: Jonathan Ball Publishers. 2013. — 553 p. (в соавт. с И. И. Филатовой)
- Давидсон А. Б. …Иже именуется Африка: Вести из русской старины. — М.: Принципиум, 2017. — 560 с. — 500 экз. — ISBN 978-5-9065571-5-5.
- Давидсон А. Б. Письма с мыса Доброй Надежды / Высшая Школа Экономики. — М.: Изд-во ВШЭ, 2017. — 352 с. — 300 экз. — ISBN 978-5-7598-1204-3. — ISBN 978-5-7598-1627-0.
- Давидсон А. Б. Наше неушедшее время / Высшая Школа Экономики. — М.: Изд-во ВШЭ, 2021. — 288 с. — ISBN 978-5-7598-2527-2.
- Давидсон А. Трансвааль, страна моя… : чем так цепляла российских царей, поэтов и мальчишек песня о чужой войне / Давидсон, Аполлон Борисович // Родина.- № 12.- 2022 (декабрь). — С. 54 — 56; фотоил.- Библиография: с. 56 (8 названий)[7]

## Награды
- Орден Дружбы (2000) — за заслуги перед государством, многолетний добросовестный труд и большой вклад в укрепление дружбы и сотрудничества между народами[8]
- Почётное звание «Заслуженный деятель науки Российской Федерации»
- Орден Компаньонов О. Р. Тамбо в серебре (2012, ЮАР)